# توماس كلارك (مجدف)
توماس كلارك (بالإنجليزية: Thomas Clark)‏ هو مجدف أمريكي، ولد في 21 مارس 1906 في غلينولدن في الولايات المتحدة، وتوفي في 7 فبراير 1990.

## وصلات خارجية
- توماس كلارك على موقع الاتحاد الدولي للتجديف (الإنجليزية)
- توماس كلارك على موقع اللجنة الأولمبية الدولية (الإنجليزية)
- توماس كلارك على موقع أوليمبيديا (الإنجليزية)